# Liste der Stolpersteine im Stuttgarter Stadtbezirk Bad Cannstatt

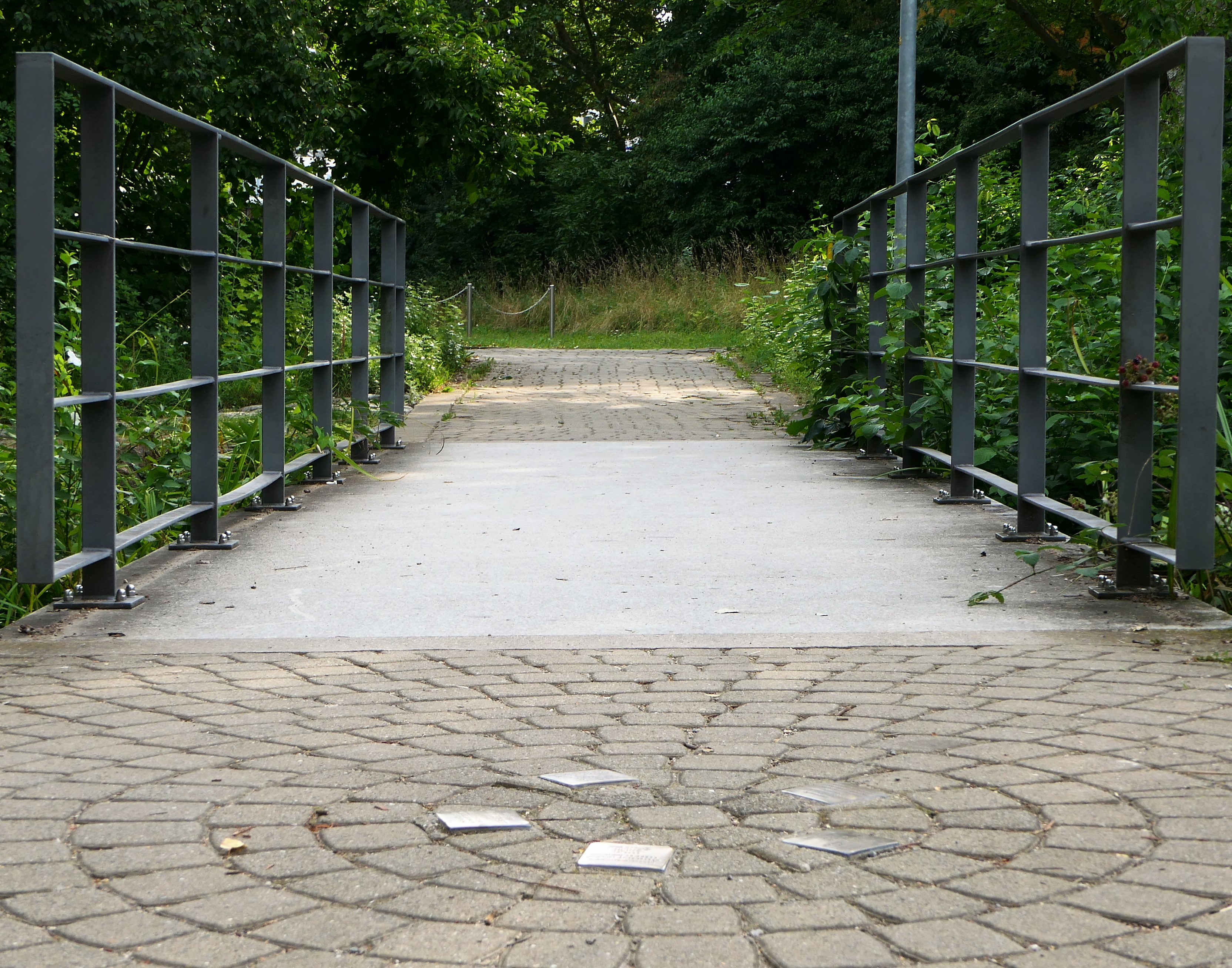
Stolpersteine in Bad Cannstatt an der Mombachbrücke (Neckartalstraße 145)

Die Liste der Stolpersteine im Stuttgarter Stadtbezirk Bad Cannstatt führt die vom Künstler Gunter Demnig im Stuttgarter Stadtbezirk Bad Cannstatt verlegten Stolpersteine auf.
Mit diesen Gedenksteinen soll Opfern des Nationalsozialismus gedacht werden, die in Bad Cannstatt lebten und wirkten. Die ersten Stolpersteine wurden hier im April 2006 verlegt, insgesamt liegen in diesem Stuttgarter Stadtbezirk
136 Stolpersteine, die in nachfolgender Tabelle aufgeführt sind.

## Stolpersteine in Bad Cannstatt
Zusammengefasste Adressen zeigen an, dass mehrere Stolpersteine an einem Ort verlegt wurden. Die Tabelle ist teilweise sortierbar; die Grundsortierung erfolgt alphabetisch nach der Adresse. Die Spalte Person, Inschrift wird nach dem Namen der Person alphabetisch sortiert.
| Bild | Inschrift | Adresse                                                  | Verlege- datum | Information |
| --- | --- | -------------------------------------------------------- | -------------- | --- |
| | Hier wohnte Eugen Scheucher Jg. 1875 eingewiesen 1935 Heilanstalt Weißenau ‚verlegt‘ 9.9.1940 Grafeneck ermordet 9.9.1940 AKTION T 4                         | Aachener Straße 38 (Lage)                                | 17. Sep. 2012  | Eugen Scheucher |
| | Hier wohnte Friedrich H. Enchelmayer Jg. 1908 verhaftet Zuchthaus Ludwigsburg 1940 Dachau Sachsenhausen ermordet 9.11.1940 Neuengamme                        | Aberlin-Jörg-Straße 13 (Lage)                            | 30. Apr. 2010  | Friedrich H. Enchelmayer                                                                                           |
| | Hier wohnte Grete Hordan Geb. Rubenfeld Jg. 1907 Deportiert 1941 Riga ?                                                                                      | Auf der Altenburg 5 (Lage)                               | 17. Sep. 2012  | Grete Hordan |
| | Hier wohnte Maria Reinhardt Jg. 1913 Deportiert 1942 Ermordet 19.12.1942 in Auschwitz                                                                        | Auf der Steig 108 (am Spielplatz hinter dem Haus) (Lage) | 14. März 2008  | Maria Reinhardt |
| | Hier wohnte Albert Kurz JG. 1938 Deportiert 9.5.1944 Auschwitz-Birkenau Ermordet 2.8.1944                                                                    | Badergasse 6 (Lage)                                      | 29. Apr. 2006  | Albert Karl Kurz, Otto Kurz, Sonja Kurz, Thomas Kurz                                                               |
| Hier wohnte Otto Kurz JG. 1934 Deportiert 9.5.1944 Auschwitz-Birkenau Ermordet 2.8.1944                       | | Badergasse 6 (Lage)                                      | 29. Apr. 2006  | Albert Karl Kurz, Otto Kurz, Sonja Kurz, Thomas Kurz                                                               |
| Hier wohnte Sonja Kurz JG. 1935 Deportiert 9.5.1944 Auschwitz-Birkenau Ermordet 2.8.1944                      | | Badergasse 6 (Lage)                                      | 29. Apr. 2006  | Albert Karl Kurz, Otto Kurz, Sonja Kurz, Thomas Kurz                                                               |
| Hier wohnte Thomas Kurz JG. 1937 Deportiert 9.5.1944 Auschwitz-Birkenau Ermordet 2.8.1944                     | | Badergasse 6 (Lage)                                      | 29. Apr. 2006  | Albert Karl Kurz, Otto Kurz, Sonja Kurz, Thomas Kurz                                                               |
| | Hier wohnte Ida Rothschild Geb. Adler JG. 1876 Deportiert 1942 Theresienstadt Ermordet in Treblinka                                                          | Badstraße 40 (Lage)                                      | 14. März 2008  | Ida und Max Rothschild                                                                                             |
| Hier wohnte Max Heinrich Rothschild JG. 1865 Deportiert 1942 Tot 3.9.1942 in Theresienstadt                   | | Badstraße 40 (Lage)                                      | 14. März 2008  | Ida und Max Rothschild                                                                                             |
| | Hier wohnte Karl Munder JG. 1866 Eingewiesen 1929 'Heilanstalt’ Winnental Ermordet 3.6.1940 Grafeneck Aktion T4                                              | Badstraße 60 (Lage)                                      | 9. Okt. 2010   | Karl Munder |
| | Hier wohnte Ernst Pick deportiert 1943 Theresienstadt ermordet in Auschwitz                                                                                  | Bahnhofstraße 4 (Lage)                                   |                | Ernst Pick |
| | Hier wohnte Jakob Cohen JG. 1869 Flucht 1939 Luxemburg Interniert Fünfbrunnen Deportiert 1942 Theresienstadt Ermordet 27.12.1942                             | Bahnhofstraße 14 (Lage)                                  | 1. Juli 2016   | Jakob und Lucie Cohen                                                                                              |
| | Hier wohnte Lucie Cohen Geb. Cohn JG. 1873 Flucht 1939 Luxemburg Interniert Fünfbrunnen Deportiert 1942 Theresienstadt 1944 Auschwitz Ermordet               | Bahnhofstraße 14 (Lage)                                  | 1. Juli 2016   | Jakob und Lucie Cohen                                                                                              |
| | Hier wohnte Karl Günther Schmidt Jg. 1925 Eingewiesen 1938 'Heilanstalt’ Stetten Ermordet 1940 Grafeneck Aktion T4                                           | Bochumer Straße 9 (Lage)                                 | 9. Okt. 2010   | Karl Günther Schmidt                                                                                               |
| | Hier wohnte Lina Speiser Geb. Schäfter Jg. 1887 Eingewiesen 1927 Heilanstalt Göppingen 'Verlegt’ 11.12.1940 Grafeneck Ermordet 11.12.1940 'Aktion T4'        | Brückenstraße 11 (Lage)                                  | 9. Okt. 2017   | |
| | Hier wohnte Hedwig Schwab JG. 1889 Deportiert 1941 Riga ???                                                                                                  | Brückenstraße 42 (Lage)                                  | 20. Mai 2009   | Wilhelm, Dore, Thea, Hedwig, Manfred Schwab                                                                        |
| Hier wohnte Wilhelm Schwab JG. 1890 Deportiert 1941 Riga ???                                                  | | Brückenstraße 42 (Lage)                                  | 20. Mai 2009   | Wilhelm, Dore, Thea, Hedwig, Manfred Schwab                                                                        |
| Hier wohnte Dore Schwab JG. 1922 Deportiert 1941 Riga ???                                                     | | Brückenstraße 42 (Lage)                                  | 20. Mai 2009   | Wilhelm, Dore, Thea, Hedwig, Manfred Schwab                                                                        |
| Hier wohnte Manfred Schwab JG. 1924 Deportiert 1944 Auschwitz ???                                             | | Brückenstraße 42 (Lage)                                  | 20. Mai 2009   | Wilhelm, Dore, Thea, Hedwig, Manfred Schwab                                                                        |
| Hier wohnte Thea Schwab JG. 1927 Deportiert 1941 Riga ???                                                     | | Brückenstraße 42 (Lage)                                  | 20. Mai 2009   | Wilhelm, Dore, Thea, Hedwig, Manfred Schwab                                                                        |
| | Hier wohnte Erich Batschauer JG. 1913 Desertiert 1941 Marineartillerie Brest Verurteilt 18.9.1941 Hingerichtet 4.12.1941 St. Nazaire                         | Brunnenstraße 31 (Lage)                                  | 1. Juli 2016   | Erich Batschauer                                                                                                   |
| | Hier wohnte Romuald Baur JG. 1906 Eingewiesen 1936 Heilanstalt Rottenmünster 'Verlegt’ 16.9.1940 Grafeneck Ermordet 16.9.1940 Aktion T4                      | Brunnenstraße 46c (Lage)                                 | 12. Nov. 2013  | Romuald Baur |
| | Hier wohnte Hermann Würzburger JG. 1857 Deportiert 1942 Theresienstadt Ermordet 10.10.1942                                                                   | Brunnenstraße 55 (Lage)                                  | 12. Apr. 2011  | Hermann Würzburger                                                                                                 |
| | Hier wohnte Franziska Bartfeld JG. 1911 Deportiert 1941 Riga ???                                                                                             | Daimlerstraße 22 (Lage)                                  | 16. Apr. 2012  | Franziska und Malka Bartfeld                                                                                       |
| Hier wohnte Malka Bartfeld Geb. Krämer JG. 1886 Deportiert 1941 Riga ???                                      | | Daimlerstraße 22 (Lage)                                  | 16. Apr. 2012  | Franziska und Malka Bartfeld                                                                                       |
| | Hier wohnte Dr. Eugen Kauffmann JG. 1872 Deportiert 1942 Theresienstadt Ermordet 3.8.1943                                                                    | Daimlerstraße 44 (Lage)                                  | 12. Apr. 2011  | Dr. Eugen und Elsa Kauffmann                                                                                       |
| Hier wohnte Else Kauffmann Geb. Neuburger JG. 1886 Deportiert 1942 Theresienstadt Ermordet in Auschwitz       | | Daimlerstraße 44 (Lage)                                  | 12. Apr. 2011  | Dr. Eugen und Elsa Kauffmann                                                                                       |
| | Hier wohnte Emilie Oppenheimer Geb. Steiner JG. 1877 Deportiert 1942 Theresienstadt Ermordet in Auschwitz                                                    | Daimlerstraße 56 (Lage)                                  | 12. Apr. 2011  | Karl und Emilie Oppenheimer                                                                                        |
| Hier wohnte Karl Oppenheimer JG. 1877 Deportiert 1942 Theresienstadt Ermordet 15.9.1942                       | | Daimlerstraße 56 (Lage)                                  | 12. Apr. 2011  | Karl und Emilie Oppenheimer                                                                                        |
| | Hier wohnte Jakob Jordan Jg. 1874 deportiert 1942 ermordet in Treblinka                                                                                      | Daimlerstraße 58 (Lage)                                  | 12. Apr. 2011  | Jakob und Bertha Jordan                                                                                            |
| Hier wohnte Bertha Jordan Jg. 1868 deportiert 1942 ermordet in Treblinka                                      | | Daimlerstraße 58 (Lage)                                  | 12. Apr. 2011  | Jakob und Bertha Jordan                                                                                            |
| | Hier wohnte Sally Gutmann Jg. 1879 deportiert 1941 ermordet in Riga                                                                                          | Daimlerstraße 58 (Lage)                                  | 12. Apr. 2011  | Sally und Jula Gutmann                                                                                             |
| Hier wohnte Jula Gutmann Geb. Böttigheimer Jg. 1889 deportiert 1941 ermordet in Riga                          | | Daimlerstraße 58 (Lage)                                  | 12. Apr. 2011  | Sally und Jula Gutmann                                                                                             |
| | Hier wohnte Alfred Karl Mertz Jg. 1918 Eingewiesen 1934 Heilanstalt Liebenau 'Verlegt’ 2.10.1940 Grafeneck Ermordet 2.10.1940 Aktion T4                      | Duisburger Straße 46c (Lage)                             | 17. Sep. 2012  | Alfred Karl Mertz                                                                                                  |
| | HIER WOHNTE IDA CARLEBACH GEB. KAHN JG. 1882 GEDEMÜTIGT/ENTRECHTET FLUCHT IN DEN TOD 27.11.1938                                                              | Dürrheimer Straße 5                                      | 23. Mai 2015   | Zu Ida Carlebach existiert eine Opferbiografie.                                                                    |
| | Hier wohnte Johannes Reinhardt JG. 1899 1942 Warschau 'Auf der Flucht' Erschossen 9.11.1943 in Ostrow                                                        | Düsseldorfer Straße 59 (Lage)                            | 14. März 2008  | Johannes Reinhardt                                                                                                 |
| | Hier wohnte Ferdinand Mayer JG. 1856 Zwangsumgesiedelt 1941 Oberdorf Tot an den Folgen 1.1.1942                                                              | Emser Straße 16 (Lage)                                   | 16. Apr. 2012  | Ferdinand und Susanne Mayer                                                                                        |
| Hier wohnte Susanne Mayer Geb. Süssheimer JG. 1859 Zwangsumgesiedelt 1941 Oberdorf Tot an den Folgen 8.7.1942 | | Emser Straße 16 (Lage)                                   | 16. Apr. 2012  | Ferdinand und Susanne Mayer                                                                                        |
| | ... Adolf Maybach ... | Freiligrathstraße 9 (Lage)                               |                | Adolf Maybach |
| | Hier wohnte Hans Lang JG. 1911 Eingewiesen 8.8.1938 Heilanstalt Zwiefalten 'Verlegt’ 5.8.1940 Grafeneck Ermordet 5.8.1940 'Aktion T4'                        | Glockenstraße 46 (Lage)                                  | 27. Okt. 2016  | Hans Lang |
| | Hier wohnte Klara Renz Geb. Haller JG. 1909 Eingewiesen 1937 'Heilanstalt’ Zwiefalten Ermordet 9.12.1940 Grafeneck Aktion T4                                 | Haldenstraße 8 (Lage)                                    | 9. Okt. 2010   | Klara Luise Renz                                                                                                   |
| | Hier wohnte Isaak Kaufmann JG. 1852 Flucht 1939 Luxemburg Tot 4.6.1940                                                                                       | Hallstraße 28 (Lage)                                     | 17. Sep. 2012  | Isaak Kaufmann |
| | Hier wohnte Alfred Kaufmann JG. 1895 Deportiert 1942 Auschwitz ???                                                                                           | Hallstraße 28 (Lage)                                     | 20. Mai 2009   | Alfred, Karoline und Rosel Kaufmann                                                                                |
| | Hier wohnte Karoline Kaufmann JG. 1899 Deportiert 1942 Auschwitz ???                                                                                         | Hallstraße 28 (Lage)                                     | 20. Mai 2009   | Alfred, Karoline und Rosel Kaufmann                                                                                |
| | Hier wohnte Rosel Kaufmann JG. 1927 Deportiert 1942 Auschwitz ???                                                                                            | Hallstraße 28 (Lage)                                     | 20. Mai 2009   | Alfred, Karoline und Rosel Kaufmann                                                                                |
| | Hier wohnte Pauline Dihl Geb. Schmid JG. 1903 Eingewiesen 29.5.1935 Heilanstalt Rottenmünster 'Verlegt’ 29.11.1940 Grafeneck Ermordet 29.11.1940 'Aktion T4' | Hallstraße 28 (Lage)                                     |                | Pauline Dihl |
| | Hier wohnte Emil Wilhelm Herdtfelder JG. 1920 Eingewiesen 1932 Heilanstalt Stetten 'Verlegt’ 14.6.1940 Grafeneck Ermordet 14.6.1940 'Aktion T4'              | Hallstraße 40 (Lage)                                     | 9. Okt. 2017   | Emil Wilhelm Herdtfelder                                                                                           |
| | Hier wohnte Elise Berger Jg. 1869 Deportiert 1944 Theresienstadt Ermordet 11.2.1944                                                                          | Heidelberger Straße 44 (Lage)                            | 20. Mai 2009   | Elise Berger |
| | Hier wohnte Hermann Mayer JG. 1889 Eingewiesen 1935 Heilanstalt Weißenau 'Verlegt’ 20.5.1940 Grafeneck Ermordet 20.5.1940 Aktion T4                          | Helfergasse 10 (Lage)                                    | 12. Nov. 2013  | Hermann Mayer |
| | Hier wohnte Luise Bernhardine Bauer Geb. Beuchlen JG. 1884 Eingewiesen 1940 Heilanstalt Weinsberg 'Verlegt’ 4.12.1940 Grafeneck Ermordet 4.12.1940 Aktion T4 | Helfergasse 27 (Lage)                                    | 12. Nov. 2013  | Luise Bernhardine Bauer                                                                                            |
| | Hier wohnte Anna Lutz Geb. Dietrich JG. 1902 Eingewiesen 1938 'Heilanstalt’ Weißenau Ermordet 24.5.1940 Grafeneck Aktion T4                                  | Helfergasse 27 (Lage)                                    | 9. Okt. 2010   | Anna Lutz |
| | Hier wohnte Johanna Grau JG. 1890 Eingewiesen 1932 Heilanstalt Stetten 'Verlegt’ 18.9.1940 Grafeneck Ermordet 18.9.1940 Aktion T4                            | Hofener Straße 84a (Lage)                                | 17. Mai 2014   | Johanna Grau |
| | Hier wohnte Carl Frey JG. 1878 Eingewiesen 1936 Heilanstalt Zwiefalten 'Verlegt’ 5.8.1940 GRAFENECK Ermordet 5.8.1940 Aktion T4                              | Ihmlingstr. 40 (Lage)                                    | 25. Nov. 2014  | Carl Frey |
| | Hier wohnte Eugenie Wolf Geb. Hafner JG. 1908 Eingewiesen 1933 Heilanstalt Göppingen 'Verlegt’ 10.12.1940 Grafeneck Ermordet 10.12.1940 Aktion T4            | Ihmlingstr. 50 (Lage)                                    | 25. Nov. 2014  | Eugenie Wolf |
| | Hier wohnte Hermann Mannheimer JG. 1855 Gedemütigt/Entrechtet Zwangsumzug 'Judenhaus' Tot 3.4.1944                                                           | Kegelenstraße 1 (Lage)                                   | 23. Nov. 2011  | Hermann Mannheimer                                                                                                 |
| | Hier wohnte Marie Caroline Eisenmann Geb. Jäger JG. 1886 Eingewiesen 1920 Heilanstalt Winnental 'Verlegt’ 30.5.1940 Grafeneck Ermordet 30.5.1940 Aktion T4   | Kissinger Straße 30 (Lage)                               | 15. Apr. 2013  | Marie Caroline Eisenmann                                                                                           |
| | Hier wohnte Georg Ebe Jg. 1903 Eingewiesen 1936 Heilanstalt Winnental 'verlegt’ 11.6.1940 Grafeneck Ermordet 11.6.1940 'Aktion T4'                           | Kissinger Straße 48 (Lage)                               | 1. Apr. 2019   | |
| | Hier wohnte Helene Duffner Geb. Herrmann JG. 1883 Eingewiesen 1934 Heilanstalt Weißenau 'Verlegt’ 1.8.1940 Grafeneck Ermordet 1.8.1940 Aktion T4             | Koblenzer Straße 18 (Lage)                               | 17. Sep. 2012  | Helene Duffner |
| | Hier wohnte Gabriele Machauer JG. 1941 Eingewiesen 9.5.1944 Städt. Kinderkrankenhaus Stuttgart 'Kinderfachabteilung' Ermordet 20.5.1944                      | Kolpingstraße 31 (Lage)                                  | 28. Apr. 2017  | Gabriele Machauer                                                                                                  |
| | Hier wohnte Kuno Wolf JG. 1898 Eingewiesen 1936 Heilanstalt Zwiefalten 'Verlegt’ 18.6.1940 Grafeneck Ermordet 18.6.1940 'Aktion T4'                          | Kolpingstraße 65 (Lage)                                  | 28. Apr. 2017  | Kuno Wolf |
| | Hier wohnte Dr. Ernst Reichenberger Jg. 1879 deportiert 1943 ermordet in Auschwitz                                                                           | König-Karl-Straße 24 (Lage)                              | 29. Apr. 2006  | Dr. Ernst Reichenberger                                                                                            |
| | Hier wohnte Dr. Ernst Baer JG. 1895 Gedemütigt/Entrechtet Flucht in den Tod 13.10.1937                                                                       | König-Karl-Straße 43 (Lage)                              | 16. Apr. 2012  | Dr. Ernst Baer |
| | ... Dr. Simon Schmal ... | König-Karl-Straße 44 (Lage)                              | 28. Sep. 2022  | Dr. Simon Schmal und Grete Schmal                                                                                  |
| | ... Grete Schmal ... | König-Karl-Straße 44 (Lage)                              | 28. Sep. 2022  | Dr. Simon Schmal und Grete Schmal                                                                                  |
| | Hier wohnte Fritz Rosenfelder JG. 1901 Flucht in den Tod 6.4.1933                                                                                            | König-Karl-Straße 66 (Lage)                              | 14. März 2008  | Zur ausführlichen Biografie siehe Fritz Rosenfelder.                                                               |
| | Hier wohnte Gerhard Loewe JG. 1906 Deportiert 1942 Izbica Ermordet                                                                                           | Kreuznacher Straße 4 (Lage)                              |                | Gerhard Loewe |
| | Hier wohnte Sophie Dreifuss geb. Herzer JG. 1875 deportiert 1942 Theresienstadt ermordet in Treblinka                                                        | Kreuznacher Straße 11 (Lage)                             | 23. Mai 2015   | Sophie Dreifuß |
| | Hier wohnte Friedrich Kühner JG. 1890 Eingewiesen 1932 Heilanstalt Winnental 'verlegt’ 3.6.1940 Grafeneck Ermordet 3.6.1940 'Aktion T4'                      | Kreuznacher Straße 17 (Lage)                             | 1. Apr. 2019   | Friedrich Kühner                                                                                                   |
| | Hier wohnte Emilie Levi JG. 1886 Zwangsumgesiedelt 1941 Nach Eschenau Tot 26.1.1942                                                                          | Liebenzeller Straße 8 (Lage)                             | 24. Sep. 2007  | Emilie Levi und Dr. Emil Loewe                                                                                     |
| Hier wohnte Dr. Emil Loewe JG. 1863 Deportiert 1942 Theresienstadt Tot 16.1.1943                              | 24. Sep. 2007 | Liebenzeller Straße 8 (Lage)                             |                | Emilie Levi und Dr. Emil Loewe                                                                                     |
| | Hier wohnte Karl Eugen Ikas JG. 1912 Eingewiesen 1937 Heilanstalt Zwiefalten 'Verlegt’ 5.8.1940 Grafeneck Ermordet 8.5.1940 Aktion T4                        | Martin-Luther-Straße 10 (Lage)                           | 15. Apr. 2013  | Karl Eugen Ikas |
| | Hier wohnte Lydia Nagel JG. 1860 Eingewiesen 1922 'Heilanstalt’ Winnental Ermordet 24.6.1940 Grafeneck Aktion T4                                             | Martin-Luther-Straße 10 (Lage)                           | 30. Apr. 2010  | Lydia Nagel |
| | Hier wohnte Elise Maria Hörz JG. 1892 Eingewiesen 1921 Heilanstalt Winnental 'Verlegt’ 30.5.1940 Ermordet 30.5.1940 Grafeneck Aktion T4                      | Martin-Luther-Straße 26 (Lage)                           | 23. Nov. 2011  | Elise Marie Hörz                                                                                                   |
| | Hier wohnte Wilhelm Rothschild Jg. 1859 deportiert 1942 Theresienstadt Tot auf Transport 24.8.1942                                                           | Martin-Luther-Straße 37 (Lage)                           | 29. Sep. 2008  | Wilhelm Rothschild                                                                                                 |
| | Hier wohnte Barbara Johanna Herrmann JG. 1895 Eingewiesen 1935 Heilanstalt Winnental 'Verlegt’ 23.7.1940 Grafeneck Ermordet 23.7.1940 Aktion T4              | Martin-Luther-Straße 72 (Lage)                           | 15. Apr. 2013  | Barbara Johanna Herrmann                                                                                           |
| | Hier wohnte Hedwig Weegmann JG. 1895 Eingewiesen 1931 'Heilanstalt’ Winnental Ermordet 24.6.1940 Grafeneck Aktion T4                                         | Mergentheimer Straße 7 (Lage)                            | 30. Apr. 2010  | Hedwig Weegmann |
| | Hier wohnte Adolf Eisenhardt Jg. 1899 Verhaftet 1942 Als asozial stigmatisiert Arbeitshaus Buttenhausen Natzweiler Ermordet 4.4.1944                         | Nastplatz 2 (Lage)                                       | 1. Juli 2016   | Adolf Eisenhardt                                                                                                   |
| | Hier wohnte Marline Husmann JG. 1929 Eingewiesen 1938 Heilanstalt Stetten 'Verlegt’ 18.9.1940 Grafeneck Ermordet 18.9.1940 Aktion T4                         | Nauheimer Straße 42 (Lage)                               | 15. Apr. 2013  | Marline Husmann |
| | Hier wohnte Rosa Dreher Geb. Hamann JG. 1879 Eingewiesen 1939 Heilanstalt Zwiefalten 'Verlegt' 13.8.1940 Grafeneck Ermordet 13.8.1940 'Aktion T4'            | Neckartalstraße 103 (Lage)                               | 21. Sep. 2020  | Rosa Dreher (1879–1940) wurde am 13. August 1940 in der Tötungsanstalt Grafeneck im Rahmen der Aktion T4 ermordet. |
| | Hier wohnte Heinz JG. 1933 Deportiert 15.3.1943 Ermordet 27.12.1943 in Auschwitz-Birkenau                                                                    | Neckartalstraße 145 (Lage)                               | 14. März 2008  | Heinz und Josef Kling                                                                                              |
| | Hier wohnte Josef JG. 1935 Deportiert 15.3.1943 Ermordet 1943 in Auschwitz-Birkenau                                                                          | Neckartalstraße 145 (Lage)                               | 14. März 2008  | Heinz und Josef Kling                                                                                              |
| | Hier wohnte Friederike Reinhardt Geb. Schneck Jg. 1910 Deportiert 15.3.1943 Ermordet 4.5.1943 in Auschwitz-Birkenau                                          | Neckartalstraße 145 (Lage)                               | 14. März 2008  | Friederike Reinhardt                                                                                               |
| | Hier wohnte Johann Reinhardt JG. 1940 Deportiert 15.3.1943 Ermordet 3.5.1943 in Auschwitz-Birkenau                                                           | Neckartalstraße 145 (Lage)                               | 14. März 2008  | Johann Reinhardt                                                                                                   |
| | Hier wohnte August Reinhardt JG. 1909 Deportiert 15.3.1943 Ermordet 21.10.1943 in Auschwitz-Birkenau                                                         | Neckartalstraße 145 (Lage)                               | 14. März 2008  | August Reinhardt                                                                                                   |
| | Hier wohnte Willy Mundinger JG. 1900 Eingewiesen 1932 Heilanstalt Winnental 'Verlegt’ 3.6.1940 Grafeneck Ermordet 3.6.1940 Aktion T4                         | Niedernauer Straße 12 (Lage)                             | 17. Mai 2014   | Willy Mundinger |
| | Hier wohnte Alexandrine Guggenheim Geb. Ebstein JG. 1912 Deportiert 1942 Izbica ???                                                                          | Pfalzstraße 36 (Lage)                                    | 5. Okt. 2009   | Alexandrine, Ferdinand und Ury Guggenheim                                                                          |
| Hier wohnte Ferdinand Guggenheim JG. 1897 Deportiert 1942 Izbica ???                                          | | Pfalzstraße 36 (Lage)                                    | 5. Okt. 2009   | Alexandrine, Ferdinand und Ury Guggenheim                                                                          |
| Hier wohnte Ury Guggenheim JG. 1941 Deportiert 1942 Izbica ???                                                | | Pfalzstraße 36 (Lage)                                    | 5. Okt. 2009   | Alexandrine, Ferdinand und Ury Guggenheim                                                                          |
| | Hier wohnte Isidor Cahn JG. 1876 Deportiert 1942 Theresienstadt Ermordet 22.10.1943                                                                          | Pfalzstraße 66 (Lage)                                    | 5. Okt. 2009   | Adolf, Isidor und Lina Cahn                                                                                        |
| Hier wohnte Lina Cahn Geb. Freudenthal JG. 1873 Deportiert 1942 Theresienstadt Ermordet 23.1.1944             | | Pfalzstraße 66 (Lage)                                    | 5. Okt. 2009   | Adolf, Isidor und Lina Cahn                                                                                        |
| Hier wohnte Adolf Cahn JG. 1901 Verhaftet 1938 Sachsenhausen Ermordet 10.3.1942 Mauthausen                    | | Pfalzstraße 66 (Lage)                                    | 5. Okt. 2009   | Adolf, Isidor und Lina Cahn                                                                                        |
| | Hier wohnte Eugen Plappert JG. 1887 Verhaftet 1937 Dachau Flossenbürg Ermordet 29.5.1942 Bernburg 'Sonderbehandlung' 14f13                                   | Reichenbachstraße 38 (Lage)                              | 23. Nov. 2011  | Eugen Plappert |
| | Hier wohnte Emma Butz Geb. Bäuerle JG. 1895 Eingewiesen 1926 Heilanstalt Göppingen 'Verlegt’ 10.3.1941 Ermordet 10.3.1941 Hadamar Aktion T4                  | Reichenhaller Straße 11 (Lage)                           | 23. Nov. 2011  | Emma Butz |
| | Hier wohnte Willy F. Reinhardt Jg. 1910 Eingewiesen 1935 Heilanstalt Göppingen 'Verlegt’ 29.11.1940 Grafeneck Ermordet 29.11.1940 Aktion T4                  | Ruhrstraße 39 (Lage)                                     | 25. Nov. 2014  | Willy Friedrich Reinhardt                                                                                          |
| | Hier wohnte Anna Brischar JG. 1879 Eingewiesen 1935 Heilanstalt Winnental 'Verlegt’ 10.3.1941 Hadamar Ermordet 10.3.1941 Aktion T4                           | Ruhrstraße 93 (Lage)                                     | 25. Nov. 2014  | Anna Brischar |
| | Hier wohnte Paul Ströbel JG. 1895 Eingewiesen 1929 Heilanstalt Winnental 'Verlegt’ 23.7.1940 Grafeneck Ermordet 23.7.1940 Aktion T4                          | Schmidener Straße 38 (Lage)                              | 17. Mai 2014   | Paul Ströbel |
| | Hier wohnte Marie Hock Geb. Burk Verw. Kuch JG. 1879 Eingewiesen 1936 Heilanstalt Winnental 'Verlegt’ 30.5.1940 Grafeneck Ermordet 30.5.1940 Aktion T4       | Schmidener Straße 90 (Lage)                              | 16. Apr. 2012  | Marie Hock |
| | Hier wohnte Hugo Scheib JG. 1880 Eingewiesen 1922 Heilanstalt Winnental 'Verlegt' 23.7.1940 Grafeneck Ermordet 23.7.1940 'Aktion T4'                         | Schmidener Straße 108 (Lage)                             | 21. Sep. 2020  | Hugo Scheib (1880–1940) wurde am 23. Juli 1940 in der Tötungsanstalt Grafeneck im Rahmen der Aktion T4 ermordet.   |
| | Hier wohnte Berta Grau Geb. Schüle JG. 1898 Eingewiesen 1938 Anstalt Markgröningen 'Verlegt’ 7.8.1940 Grafeneck Ermordet 7.8.1940 Aktion T4                  | Schmidener Straße 152 (Lage)                             | 15. Sep. 2015  | Berta Grau |
| | Hier wohnte Fanny Kahn Geb. Kaufmann JG. 1861 Zwangsevakuiert 1942 Dellmensingen Tot 5.5.1942                                                                | Seelbergstraße 1 (Lage)                                  | 11. Nov. 2006  | Fanny, Flora, Hermine, Hilde Kahn                                                                                  |
| Hier wohnte Flora Kahn JG. 1883 Deportiert 1941 Riga ???                                                      | | Seelbergstraße 1 (Lage)                                  | 11. Nov. 2006  | Fanny, Flora, Hermine, Hilde Kahn                                                                                  |
| Hier wohnte Hermine Kahn JG. 1889 Deportiert 1941 Riga ???                                                    | | Seelbergstraße 1 (Lage)                                  | 11. Nov. 2006  | Fanny, Flora, Hermine, Hilde Kahn                                                                                  |
| Hier wohnte Hilde Kahn JG. 1893 Deportiert 1942 Izbica ???                                                    | | Seelbergstraße 1 (Lage)                                  | 11. Nov. 2006  | Fanny, Flora, Hermine, Hilde Kahn                                                                                  |
| | Hier wohnte Martin Rothschild JG. 1876 Deportiert 1942 Theresienstadt Tot 8.7.1943                                                                           | Seelbergstraße 7 (Lage)                                  | 11. Nov. 2006  | Martin Rothschild                                                                                                  |
| Hier wohnte Babette Marx Geb. Rothschild JG. 1865 Deportiert 1942 Theresienstadt Tot 14.10.1942               | Babette Max | Seelbergstraße 7 (Lage)                                  | 11. Nov. 2006  | |
| Hier wohnte Max Rothschild JG. 1872 Deportiert 1942 Theresienstadt Tot 4.9.1942                               | Max Rothschild | Seelbergstraße 7 (Lage)                                  | 11. Nov. 2006  | |
| | Hier wohnte Clara Hirsch Geb. Stern JG. 1872 Deportiert 22.8.1942 Theresienstadt Tot 9.9.1942                                                                | Seelbergstraße 16 (Lage)                                 | 11. Nov. 2006  | Clara Hirsch |
| | Hier wohnte Karl Dierer JG. 1878 Eingewiesen 1905 Heilanstalt Winnental 'Verlegt’ 11.6.1940 Ermordet 11.6.1940 Grafeneck Aktion T4                           | Seelbergstraße 24 (Lage)                                 | 23. Nov. 2011  | Karl Dierer |
| | Hier wohnte Israel Bresgi JG. 1875 Deportiert 1942 Theresienstadt Ermordet 1942 in Treblinka                                                                 | Seelbergstraße 25 (Lage)                                 | 23. Nov. 2011  | Israel Bresgi |
| | Hier wohnte Rudolf Sperandio JG. 1908 im Widerstand/KPD Flucht 1933 Schweiz 1936 Spanien internationale Brigaden mehrmals inhaftiert befreit 1945            | Sparrhärmlingweg 51 (Lage)                               | 18. Juni 2024  | Rudolf Sperandio                                                                                                   |
| | Hier wohnte Otto Gabriel JG. 1933 Eingewiesen 1940 Heilanstalt Weinsberg 'Verlegt’ 4.12.1940 Grafeneck Ermordet 4.12.1940 Aktion T4                          | Sparrhärmlingweg 73b (Lage)                              | 17. Sep. 2012  | Otto Gabriel |
| | Hier wohnte Rosa Lindauer JG. 1866 Deportiert 1942 Theresienstadt Ermordet 31.8.1942                                                                         | Taubenheimstraße 8 (Lage)                                | 14. Apr. 2012  | Rosa Lindauer |
| | Hier wohnte Edwin Spiro JG. 1903 Deportiert 1942 Auschwitz Ermordet 10.3.1943                                                                                | Taubenheimstraße 60 (Lage)                               | 29. Sep. 2009  | Edwin Spiro |
| | Hier wohnte Sara Rothschild JG. 1871 Deportiert 1942 Ermordet 1942 Theresienstadt                                                                            | Taubenheimstraße 62 (Lage)                               | 16. Apr. 2012  | Sara Rothschild |
| | Hier wohnte Hedwig Löwenthal Geb. Goldmann Jg. 1880 Deportiert 1942 Izbica ???                                                                               | Theobald-Kerner-Straße 7 (Lage)                          | 12. Nov. 2013  | Max und Hedwig Löwenthal                                                                                           |
| | Hier wohnte Max Löwenthal Geb. 1876 Deportiert 1942 Izbica ???                                                                                               | Theobald-Kerner-Straße 7 (Lage)                          | 12. Nov. 2013  | Max und Hedwig Löwenthal                                                                                           |
| | Hier wohnte Willy Guillard JG. 1898 Eingewiesen 27.2.1935 Heilanstalt Rottenmünster ‚Verlegt‘ 16.9.1940 Grafeneck Ermordet 16.9.1940 ‚Aktion T4‘             | Überkinger Straße 14 (Lage)                              | 9. Okt. 2017   | |
| | ... Christian Weber ... | Veielbrunnenweg 62 (Lage)                                | 19. Okt. 2022  | Christian Weber |
| | Hier wohnte Wilhelm Seybold JG. 1878 Eingewiesen 1919 Heilanstalt Winnental 'Verlegt’ 11.6.1940 Ermordet 11.6.1940 Grafeneck Aktion T4                       | Veielbrunnenweg 90A (Lage)                               | 23. Nov. 2012  | Wilhelm Seybold |
| | Hier wohnte Hermann Pflichthofer JG. 1885 Eingewiesen 1926 Heilanstalt Winnental 'Verlegt’ 3.6.1940 Grafeneck Ermordet 3.6.1940 Aktion T4                    | Wiesbadener Straße 10 (Lage)                             | 15. Apr. 2013  | Hermann Pflichthofer                                                                                               |
| | Hier wohnte Johanna Kaufmann JG. 1923 Deportiert 1943 Ermordet in Auschwitz                                                                                  | Wiesbadener Straße 19 (Lage)                             | 24. Sep. 2007  | Klara und Johanna Kaufmann                                                                                         |
| Hier wohnte Klara Kaufmann JG. 1888 Deportiert 1942 Theresienstadt Ermordet in Auschwitz                      | | Wiesbadener Straße 19 (Lage)                             | 24. Sep. 2007  | Klara und Johanna Kaufmann                                                                                         |
| | Hier wohnte Karl Ruggaber JG. 1886 MDL/SPD Verhaftet 1933 Lager Heuberg Stetten am kalten Markt Gefängnis Ulm Entlassen 1933 Tot an Haftfolgen 23.1.1936     | Wiesbadener Straße 26 (Lage)                             | 15. Apr. 2013  | Karl Ruggaber |
| | Hier wohnte Friedrich Rothschild JG. 1901 Deportiert 1941 Riga ???                                                                                           | Wildunger Straße 30 (Lage)                               | 5. Okt. 2009   | Josef, Rosa und Friedrich Rothschild                                                                               |
| Hier wohnte Josef Rothschild JG. 1873 Deportiert 1942 Theresienstadt Ermordet 26.01.1943                      | | Wildunger Straße 30 (Lage)                               | 5. Okt. 2009   | Josef, Rosa und Friedrich Rothschild                                                                               |
| Hier wohnte Rosa Rothschild JG. 1876 Deportiert 1942 Theresienstadt Ermordet 18.10.1942                       | | Wildunger Straße 30 (Lage)                               | 5. Okt. 2009   | Josef, Rosa und Friedrich Rothschild                                                                               |
| | Hier wohnte Emma Bertha Lutz JG. 1878 Eingewiesen 1937 Diakonissenanstalt Schwäbisch Hall 'Verlegt’ 4.12.1940 Grafeneck Ermordet 4.12.1940 'Aktion T4'       | Wildunger Straße 41 (Lage)                               | 1. Apr. 2019   | Emma Bertha Lutz                                                                                                   |
| | Hier wohnte Albert Schoor JG. 1902 Eingewiesen 1936 Heilanstalt Winnental 'Verlegt’ 29.11.1940 Grafeneck Ermordet 29.11.1940 'Aktion T4'                     | Wildunger Straße 46 (Lage)                               | 1. Apr. 2019   | |
| | Hier wohnte Ida Wormser JG. 1865 Deportiert 1942 Ermordet 1942 in Theresienstadt                                                                             | Wörishofener Straße 22 (Lage)                            | 23. Nov. 2011  | Ida Wormser |
| | Hier wohnte Alfred Neu JG. 1895 Eingewiesen 1924 'Heilanstalt’ Winnental Ermordet 3.6.1940 Grafeneck Aktion T4                                               | Wörishofener Straße 33 (Lage)                            | 30. Apr. 2010  | Alfred Neu |
| | HIER WOHNTE JETTE BUXBAUM JG. 1873 DEPORTIERT 1942 THERESIENSTADT TREBLINKA ERMORDET                                                                         | Zieglergasse 1 (Lage)                                    | 24. Sep. 2007  | Josef und Jette Buxbaum                                                                                            |
| | HIER WOHNTE JOSEF BUXBAUM JG. 1875 DEPORTIERT 1942 THERESIENSTADT TREBLINKA ERMORDET                                                                         | Zieglergasse 1 (Lage)                                    | 24. Sep. 2007  | Josef und Jette Buxbaum                                                                                            |